# Литература Сомали

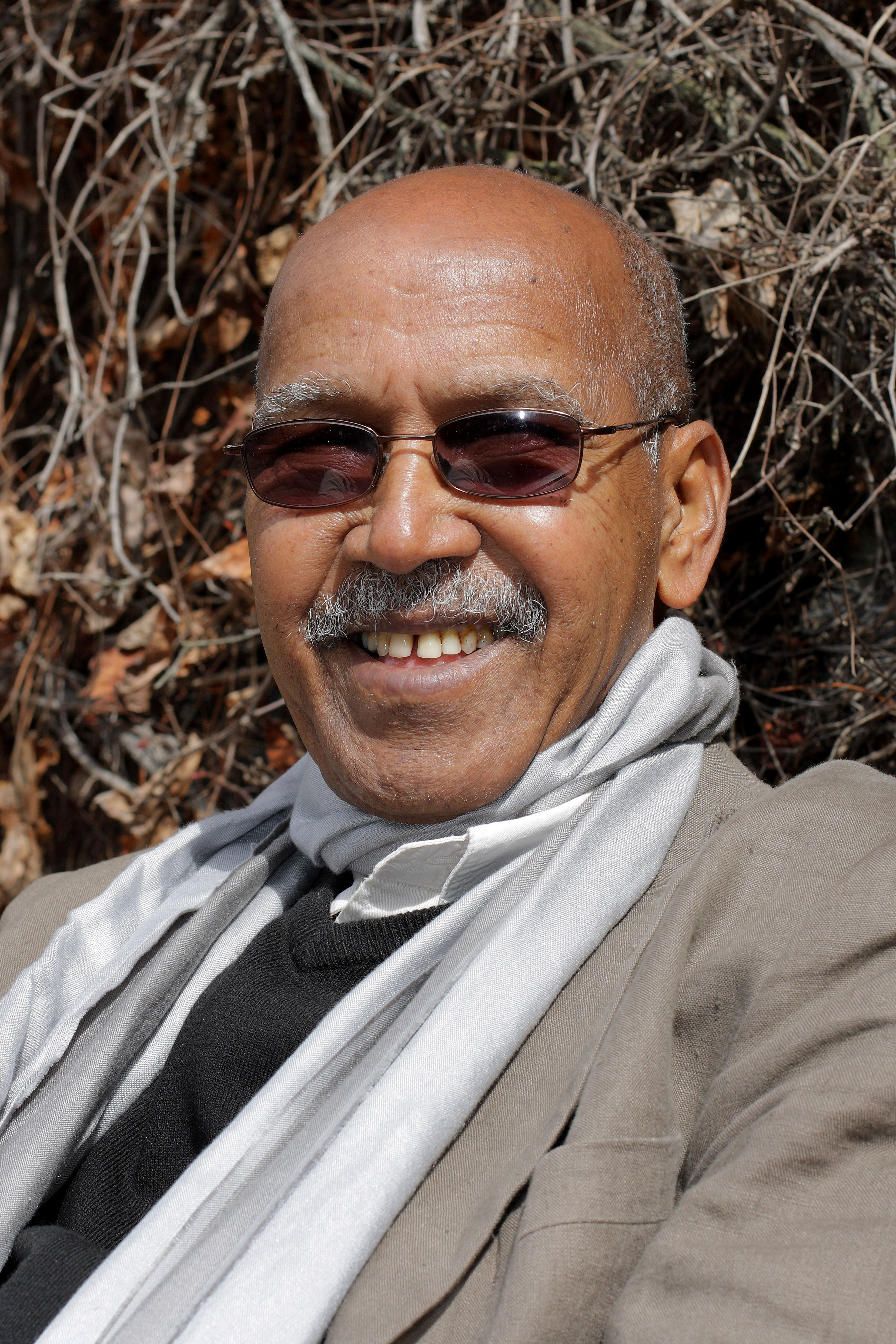
Нуруддин Фарах — современный сомалийский писатель. Пишет на английском языке

Литература Сомали — литература на языке сомали или написанная на других языках авторами, проживающими в Сомали.
Развивается главным образом на языке сомали (получил письменность на основе латинского алфавита в 1973), а также на английском языке. Фольклор представлен героическими легендами, историческими преданиями, сказками, пословицами и поговорками. Из поэтических жанров в Сомали наиболее распространены габай и джифто — поэмы философского характера, и герар, часто посвящённые воинам. Известен также поэтический жанр баранбур, который представляет собой короткий стих, сочиняемый исключительно женщинами. Исполнение поэтических произведений представляет собой синкретическое действие. Наиболее известные поэты XIX — середины XX веков Раке Угас, Али Дух Каман Бульхан, Салан Аррабей, Исмаил Мире.
Большой вклад в развитие сомалийской литературы внёс национальный герой страны Саид Мохаммед Абдилле Хасан. Популярны поэты Хаджи Адан, Абдиллахи Суллтан, Муса Хаджи Исмаил Галаль, Али Сугуле Эгал и Абдуллахи Карше, написавший гимн Сомали. В 70-е годы XX столетия заявили о себе Мохаммед Ибрахим, Мохаммед Хаши Дама, Абди Кайс и др.
Сомалийская проза представлена повестями «Корани Каудан» (1967) Ахмед Артан Ханге, «Духи» и «Борьба за жизнь» Шире Джамы Ахмеда (обе в 1973 году), роман «Невежество враг любви» (1974) Фараха Ауля.
Среди сомалийских писателей, пишущих на английском языке, известен Нуруддин Фарах. Писательницы сомалийского происхождения Надифа Мохамед, Кристина Али Фарах, Амаль Аден работают в европейских странах, в которых оказались ещё в детстве из-за неурядиц на родине.
Сомали в разное время посещали Луиш де Камоэнс, Артюр Рембо, Николай Гумилёв. Все они, кроме Рембо, оставили стихи о стране. Сомали упоминается в «Приключениях капитан Врунгеля» Андрея Некрасова, «Ледовой книге» Юхана Смула. Древнему Сомали-Пунту посвятили свои произведения Иван Антонович Ефремов («На краю Ойкумены») и Элизабет Хёринг («Служанка фараонов»).